# شمس‌آباد (رفسنجان)
شمس‌آباد (رفسنجان)، روستایی از توابع بخش فردوس شهرستان رفسنجان در استان کرمان ایران است.

## جمعیت
این روستا در دهستان رضوان قرار دارد و براساس سرشماری مرکز آمار ایران در سال ۱۳۸۵، جمعیت آن ۶۶۱ نفر (۱۷۱خانوار) بوده‌است.ازروستاهای دهقانی وهمجوار آن می توان به روستا ومزرعه شغزا می باشد.